# Cassà de la Selva
Cassà de la Selva is een gemeente in de Spaanse provincie Girona in de regio Catalonië met een oppervlakte van 45 km². Cassà de la Selva telt 10.025 inwoners (1 januari 2016).

## Demografische ontwikkeling
Bron: INE; 1857-2011: volkstellingen